# Все страхи Бо
«Все страхи Бо» (англ. Beau Is Afraid) — американский комедийный драматический фильм 2023 года режиссёра Ари Астера с Хоакином Фениксом в главной роли. Игра Феникса была отмечена номинациями на премии «Золотой глобус» и «Спутник» за лучшую мужскую роль в комедии или мюзикле.

## Сюжет
Главный герой фильма — мужчина по имени Бо, который узнаёт о смерти своей матери при крайне подозрительных обстоятельствах. По дороге домой он совершает тревожное открытие о своём прошлом. По пути главный герой встречает ядовитого паука, завистливого подростка, культ сирот, монстра фаллической формы и многие другие ужасы.

## В ролях
| Актёр                | Роль                               |
| -------------------- | ---------------------------------- |
| Хоакин Феникс        | Бо Айзек Вассерман                 |
| Пэтти Люпон          | Мона Вассерман, мать Бо            |
| Эми Райан            | Грейс, жена Роджера                |
| Нейтан Лейн          | Роджер, хирург, муж Грейс          |
| Кайли Роджерс        | Тони, дочь Грейс и Роджера         |
| Дени Меноше          | Дживс, ветеран, страдающий ПТСР    |
| Паркер Поузи         | Элейн Брэй                         |
| Армен Нахапетян      | Бо в подростковом возрасте         |
| Джеймс Цветковски    | мальчик Бо                         |
| Зои Листер-Джонс     | молодая Мона                       |
| Джулия Антонелли     | Элейн в подростковом возрасте      |
| Стивен Хендерсон     | доктор Джереми Фрил, психотерапевт |
| Ричард Кайнд         | доктор Коэн                        |
| Джулиан Ричингс      | странный человек, подсевший к Бо   |
| Майкл Гандольфини    | один из сыновей Бо                 |
| Теодор Пеллерин      | один из сыновей Бо                 |
| Майк Тейлор          | один из сыновей Бо                 |
| Билл Хейдер          | курьер UPS                         |
| Хейли Сквайрс        | Пенелопа                           |
| Алиша Розарио        | Лиз                                |
| Стефани Херрера      | Марта                              |
| Майкл Эспер          | офицер Джонсон                     |
| Эрнест-Джеймс Чуипка | сумасшедший человек                |
| Дэвид Мэмет          | Рэбби                              |
| Анана Ридвальд       | мать подростка Элейн               |
| Майкл Хирн           | адвокат Бо                         |
| Мэйв Бити            | Ангел / рассказчик                 |

## Создание и релиз
Проект был анонсирован 18 февраля 2021 года и получил рабочее название «Бульвар Разочарования» (англ. Disappointment Blvd.). Производством занялась компания A24, режиссёром стал Ари Астер, а главную роль получил Хоакин Феникс. В июне 2021 года к актёрскому составу присоединились Пэтти Люпон, Нейтан Лейн, Кайли Роджерс и Эми Райан, в июле — Паркер Поузи, Стивен Хендерсон, Дени Меноше, Майкл Гандольфини, Зои Листер-Джонс, Хейли Сквирс.
Съёмки шли в канадском Монреале с 28 июня по октябрь 2021 года. Премьера состоялась 1 апреля 2023 года в Аламо. 14 апреля картина вышла в ограниченный театральный прокат в США.

## Оценки
На сайте-агрегаторе отзывов Rotten Tomatoes «Все страхи Бо» получили рейтинг 67 % при средней оценке 6,8/10. По словам рецензентов с этого ресурса, «Бравада Ари Астера и абсолютная целеустремленность Хоакина Феникса придают неоспоримую силу» «невротической одиссее» главного героя. На сайте Metacritic фильм получил 63 балла из 100, что указывает на «в целом благоприятные» отзывы.
Ник Аллен с RogerEbert.com оценил фильм на три с половиной звезды из четырёх, назвав его «ошеломляющим, иногда утомительным, но всегда обольстительным» и «самым смешным фильмом Астера на сегодняшний день». Марку Кермоуду из The Guardian картина показалась «чрезмерно плутоватой» и запутанной, но при этом «вызывающей восхищение», тогда как Питер Брэдшоу поставил ей только две звезды из пяти. Манола Даргис из New York Times сочла фильм слишком затянутым, Энтони Лейн из The New Yorker назвал его излишне нервозным, но увидел в анимационном эпизоде «странную старомодную красоту», напоминающую «Волшебника страны Оз». Дэвид Симс из The Atlantic похвалил «импрессионистические анимационные эффекты».
Режиссер Джон Уотерс назвал «Все страхи Бо» лучшим фильмом 2023 года, охарактеризовав его как «сверхдлинный, сверхсумасшедший, сверхсмешной фильм», как «адский бунт смеха, который вы никогда не забудете, даже если захотите». Мартин Скорсезе тоже пришёл от картины в восторг, назвав Астера «одним из самых необычных новых голосов в мировом кинематографе».